# Xocoxiutla
Xocoxiutla är en ort i Mexiko.   Den ligger i kommunen Ixtacamaxtitlán och delstaten Puebla, i den sydöstra delen av landet, 130 km öster om huvudstaden Mexico City. Xocoxiutla ligger 2 508 meter över havet och antalet invånare är 258.
Terrängen runt Xocoxiutla är lite bergig, och sluttar norrut. Runt Xocoxiutla är det ganska tätbefolkat, med 67 invånare per kvadratkilometer. Närmaste större samhälle är Emiliano Zapata, 8,4 km sydväst om Xocoxiutla. I omgivningarna runt Xocoxiutla växer huvudsakligen savannskog.